# Торговица (река)
Торговица (укр. Торговиця) — правый приток Ромена, расположенный на территории Конотопского района (Сумская область, Украина).

## География

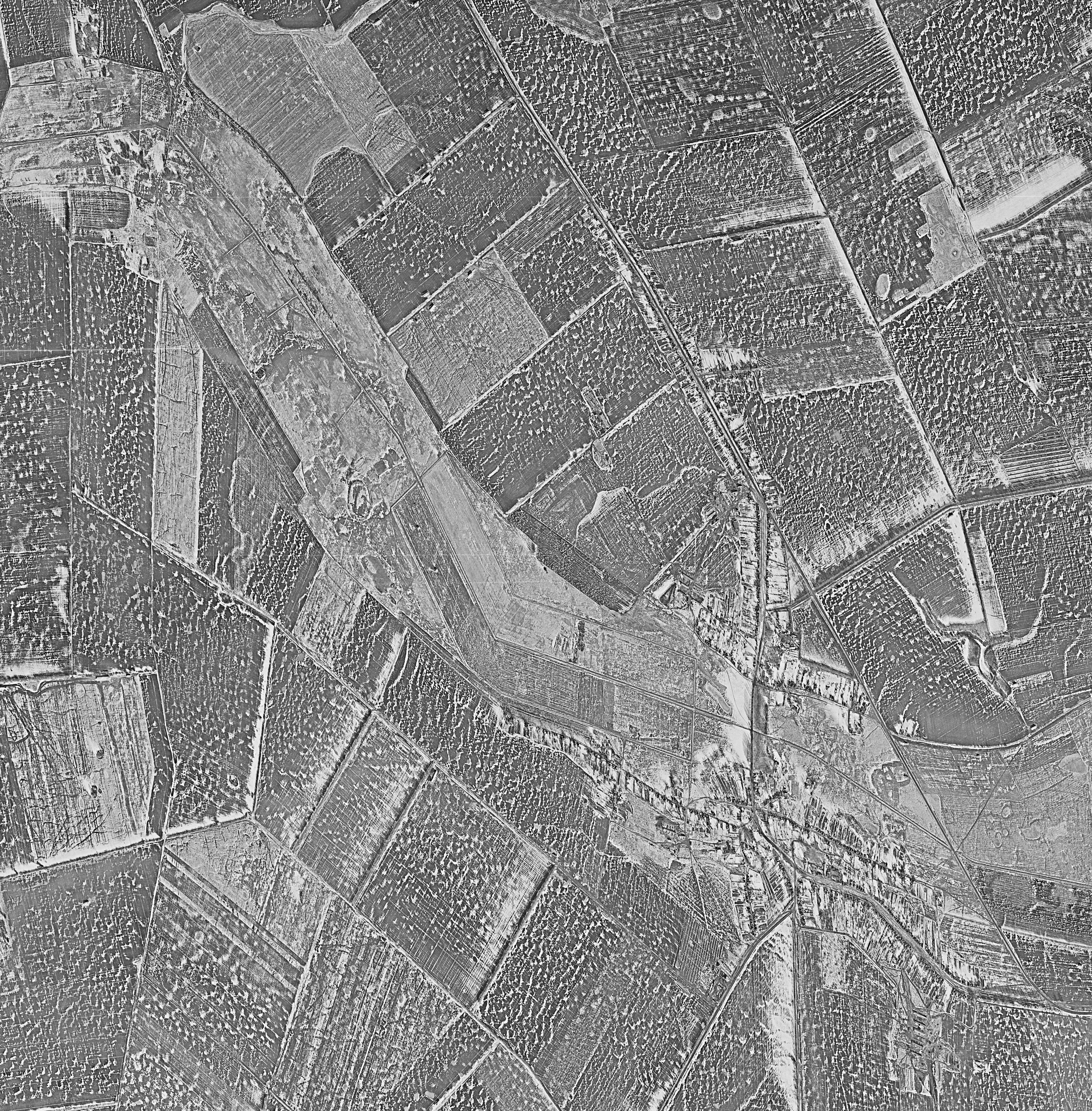
Верхнее течение Торговицы. Спутниковый снимок 1984 года

Длина — 16 км. Площадь бассейна — 80,3 км². Русло реки в устье (Карабутово) находится на высоте 137,9 м над уровнем моря. На протяжении всей длины русло реки выпрямлено в канал (канализировано), шириной 8 м и глубиной 1,5-1,8 м; служит магистральным каналом осушительной системы. Истоки реки соединены каналом с истоками другой реки Куколка. Нет прудов. Долина очагами занята лесным насаждениями. 
Берёт начало юго-восточнее села Сосновка. Река течёт на юго-восток. Впадает в Ромен (на 97-м км от её устья) юго-восточнее села Карабутово.
Притоки (от истока к устью): безымянные ручьи
Населённые пункты на реке (от истока к устью):
1. Шевченково
2. Полтавка
3. Куриловка[1]
4. Карабутово